# Румынский алфавит
Румы́нский алфави́т — вариант латинского алфавита, используемый для записи румынского языка. Первая румынская грамматика была издана в Вене в 1780. На государственном уровне румынская латиница используется в Румынии с 1860 года, когда она заменила валашско-молдавскую кириллицу.
В современном румынском алфавите 31 буква. Они используются для обозначения 46 фонем (7 гласных, 4 полугласных, 35 согласных).
Пять букв содержат диакритические знаки: Ăă, Ââ, Îî, Șș, Țț (бывшие Ъ, Ѫ, Ш, Ц).
Буквы K, Q, W, Y используются для написания слов иноязычного происхождения (kilogram, quasar, week-end), а также иностранных собственных имён (Goya, Quintilian, Newton), в том числе географических названий (New York, Washington). Буква K может использоваться также и в некоторых румынских именах (Kogălniceanu). Буквы Q, W, Y официально включены в состав алфавита в 1982 году, хотя использовались и ранее.

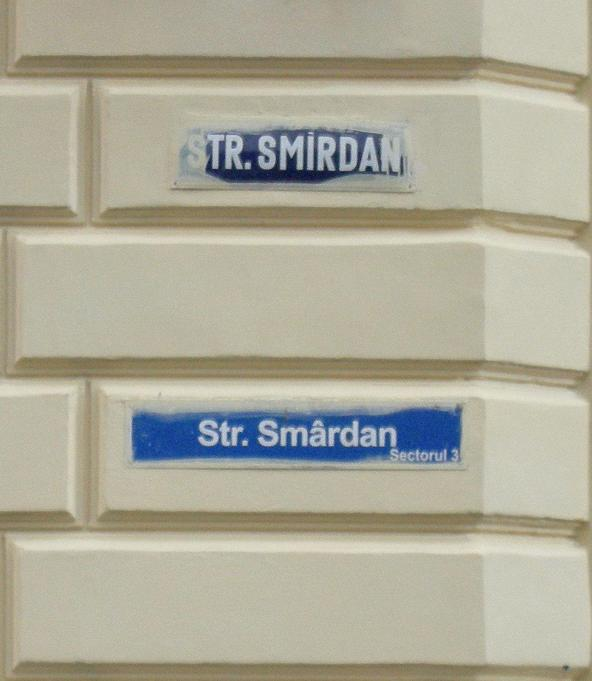
Таблички с примерами старой (Smîrdan) и новой (Smârdan) орфографий на улице Смырдан в Бухаресте.

Буквы î и â читаются одинаково («ы»). При этом î пишется в начале и в конце слова (împărat, înger, amărî, coborî), а также в середине слова, если î является первой буквой корня, следующей после приставки (neîmpăcat, preaînălțat, într-însul). Во всех остальных случаях в середине слова пишется â (când, mormânt, român). С 1953 по 1964 год буква â отсутствовала в алфавите, а с 1964 по 1993 год использовалась только в словах, производных от корня român, включая название страны România; в остальных случаях писалась буква î. В целом румынский язык после перехода на латиницу подвергся реформам правописания в 1904, 1953, и, последний раз, в 1993, с двумя незначительными в 1964 и 2005.

## Таблица[4]
| Буква | Название            | Фонема                                                                                      | Произношение и примерная русская транскрипция |
| ----- | ------------------- | ------------------------------------------------------------------------------------------- | --- |
| A a   | a                   | /a/                                                                                         | а alfabet — алфабет |
| Ă ă   | ă (a cu breve)      | /ə/                                                                                         | э pădure — пэдуре |
| Â â   | â (a cu circumflex) | /ɨ/                                                                                         | ы român — ромын |
| B b   | be                  | /b/                                                                                         | б bine — бине |
| C c   | се                  | /k/ /c/(/kʲ/) перед (h) /tʃ/ перед (e , i)                                                  | к ч (перед e, i) cap — кап chefir — кефир abecedar — абечедар |
| D d   | de                  | /d/                                                                                         | д crud — круд |
| E e   | e                   | /e/                                                                                         | е lemn — лемн между аффрикатой /tʃ/ и гласной часто не читается, напр. Tulcea — Тулча |
| F f   | fe                  | /f/                                                                                         | ф frumos — фрумос |
| G g   | ge                  | /g/ /ɟ/(/gʲ/) перед (h) /dʒ/ перед (e , i)                                                  | г дж (перед e, i) iobag — йобаг înghesuit— ынгесуит regiune — реджиуне |
| H h   | ha (haș)            | /h/ перед гласными /x/ перед согласными, либо в конце слова (если слово заканчивается на h) | х в сочетаниях ch(e, i) и gh(e, i) буква h не читается, при этом предшествующие буквы с и g читаются как /c/(/kʲ/), и /ɟ/(gʲ/) hoț — хоц Chișinău — Кишинэу burghez — бургез |
| I i   | i                   | /i/ /j/ /ʲ/                                                                                 | и, й, ь vin — вин после гласной в конце слова часто читается как «и краткое», напр. văi — вэй после согласной в конце слова часто играет роль «мягкого знака» для предыдущего согласного, напр. buni — бунь между аффрикатой /tʃ/ и гласной часто не читается, напр. ciorap — чорап |
| Î î   | î (i cu circumflex) | /ɨ/                                                                                         | ы încă — ынкэ |
| J j   | je                  | /ʒ/                                                                                         | ж etaj — етаж |
| K k   | ka (kappa)          | /k/                                                                                         | к (используется только в заимствованных словах) kilometru — километру |
| L l   | le                  | /l/                                                                                         | л principal — принчипал |
| M m   | me                  | /m/                                                                                         | м primul — примул |
| N n   | ne                  | /n/                                                                                         | н gândire — гындире |
| O o   | o                   | /o/                                                                                         | о voce — воче |
| P p   | pe                  | /p/                                                                                         | п pasăre — пасэре |
| Q q   | chiu (ku)           | /k/                                                                                         | к (используется только в заимствованных словах) Qatar — Катар |
| R r   | re                  | /r/                                                                                         | р suprem — супрем |
| S s   | se                  | /s/                                                                                         | с succes — сукчес |
| Ș ș   | șe (s cu virgulă)   | /ʃ/                                                                                         | ш oraș — ораш |
| T t   | te                  | /t/                                                                                         | т teritoriu — териториу |
| Ț ț   | țe (t cu virgulă)   | /ts/                                                                                        | ц instituție — институцие |
| U u   | u                   | /u/, /w/                                                                                    | у vulgar — вулгар с гласной часто читается как «у краткая», напр. dulău — дулэу(ў) |
| V v   | ve                  | /v/                                                                                         | в vineri — винерь |
| W w   | dublu ve            | /w/, /u/, /v/                                                                               | в, у, ю (используется только в заимствованных словах) low-cost — лоу-кост |
| X x   | ics                 | /ks/, /gz/                                                                                  | кс, гз taxi — такси există — егзистэ |
| Y y   | igrec (i grec)      | /j/, /i/                                                                                    | и, й (используется только в заимствованных словах) rugby — рагби |
| Z z   | zet                 | /z/                                                                                         | з zăpadă — зэпадэ |

## Запятая и седиль
Хотя Румынская академия предписывает использовать для записи фонем /ʃ/ и /ʦ/ только символы с запятой внизу (Șș, Țț), на деле чаще используются буквы с седилью (Şş, Ţţ). Это связано с тем, что первоначально эти буквы были унифицированы, то есть имели совпадающие коды; предполагалось, что выбор правильного глифа будет зависеть от языка, но в действительности существующее программное обеспечение не замечало эти различия и по сути всегда показывало символы с седилью.
Начиная с версии Юникода 3.0 символы с седилью и запятой были разделены, но во многих шрифтах буквы с запятой всё ещё отсутствуют.
В румынской Википедии в настоящее время полагается использовать только символы с запятой внизу; для обеспечения этого внедрена система автозамены Şş→Șș и Ţţ→Țț.